# Hans-Jochen Wagner

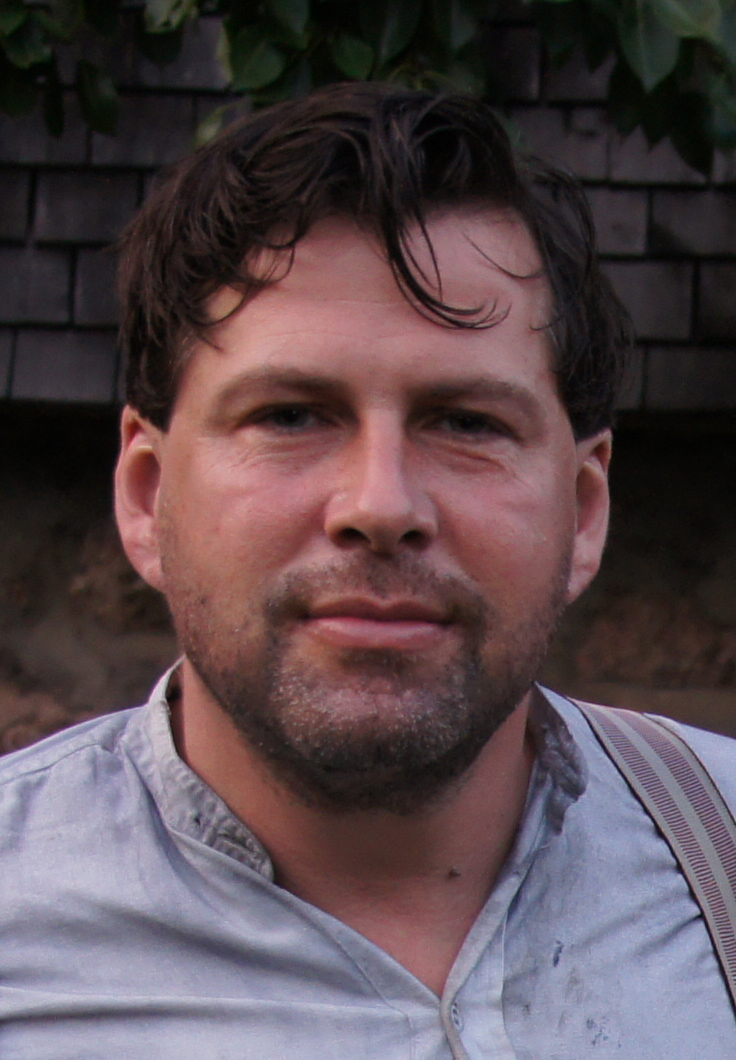
Hans-Jochen Wagner, 2011

Hans-Jochen Wagner (* 20. Dezember 1968 in Tübingen) ist ein deutscher Schauspieler.

## Leben

### Ausbildung und Theater
Hans-Jochen Wagner stammt aus einer Lehrerfamilie und wurde als mittlerer von drei Brüdern im Dezember 1968 in Tübingen geboren. Er wuchs in Reutlingen auf, wo seine Mutter als anthroposophische Kunsttherapeutin arbeitete und er die Waldorfschule besuchte. Er studierte zunächst in Tübingen auf Lehramt (Fachgebiet Mathematik und Geschichte) und arbeitete nebenher als Techniker und Regieassistent am Reutlinger Theater Die Tonne. Dem schloss er ein Studium der Kulturpädagogik in Hildesheim an. Von 1994 bis 1997 absolvierte er schließlich eine Schauspielausbildung an der Hochschule für Schauspielkunst „Ernst Busch“ Berlin in Berlin. Später belegte er noch einen Filmschauspielkurs an der Filmakademie Baden-Württemberg in Ludwigsburg. 1997 wurde er ans Burgtheater Wien engagiert. 1999 wechselte er ans Deutsche Theater Berlin. Weitere Theaterstationen waren das Stadttheater Freiburg und das Maxim-Gorki-Theater Berlin. Von 2006 bis 2012 gehörte er zum Ensemble des Düsseldorfer Schauspielhauses, seit 2016 arbeitet er an der Schaubühne Berlin.

### Film und Fernsehen
1998 gab Wagner in dem Kurzfilm Zita – Geschichten über Todsünden sein Debüt vor der Kamera. 2002 war er unter der Regie von Christoph Stark als Martin neben Harald Schrott und Lisa Martinek in dem Fernsehfilm Die Rückkehr zu sehen. Seine erste Filmhauptrolle hatte er 2003 in dem deutsch-österreichischen Spielfilm Sie haben Knut. Von 2013 bis 2021 spielte er an der Seite von Lisa Wagner und Nina Kronjäger in der ZDF-Krimireihe Kommissarin Heller in insgesamt neun Folgen den Kriminalhauptkommissar Hendrik Verhoeven.
Ab 2004 übernahm er in mehreren Tatort-Folgen Gastrollen. Seit 2017 ist er als Kommissar Friedemann Berg im Schwarzwald-Tatort des SWR neben Eva Löbau zu sehen.

### Privates
Seit 2014 ist Hans-Jochen Wagner mit der Autorin und Regisseurin Nana Neul verheiratet. Das Paar hat einen Sohn und lebt in Berlin.

## Filmografie (Auswahl)

### Filme
- 1998: Zita – Geschichten über Todsünden
- 2002: Die Rückkehr
- 2003: Sie haben Knut
- 2003: Familienkreise
- 2004: Stärker als der Tod
- 2005: Bettgeflüster & Babyglück
- 2005: Die Mandantin (Fernsehfilm)
- 2005: Montag kommen die Fenster
- 2006: Tollpension
- 2007: Absolution
- 2009: Alle anderen
- 2009: Wohin mit Vater?
- 2009: Woche für Woche
- 2010: Philipp
- 2010: Das Haus ihres Vaters
- 2010: Es war einer von uns
- 2011: Implosion
- 2011: Der Verdacht
- 2011: Das Ende einer Maus ist der Anfang einer Katze
- 2011: Adel Dich
- 2012: Lore
- 2012: Ende der Schonzeit
- 2013: Alles für meine Tochter
- 2014: Mord am Höllengrund
- 2014: Brezeln für den Pott
- 2014: Das Lächeln der Frauen
- 2014: Weiter als der Ozean
- 2015: Chuzpe – Klops braucht der Mensch!
- 2015: Die Neue
- 2015: Affenkönig
- 2015: Sophie kocht
- 2016: Die Blumen von gestern
- 2017: Freiheit
- 2019: Big Manni
- 2019: Electric Girl
- 2020: Isi & Ossi
- 2020: Unsere wunderbaren Jahre (Dreiteiler)
- 2021: Das Haus
- 2021: Töchter
- 2024: Am Abgrund (Fernsehfilm)
- 2024: Stammheim - Zeit des Terrors (Doku-Spielfilm)
- 2025: Rosenthal
- 2025: Stammheim – Zeit des Terrors

### Fernsehserien und -reihen
- 2004: Tatort: Todes-Bande
- 2005: Tatort: Feuertaufe
- 2006: Tatort: Sternenkinder
- 2006: Tatort: Das zweite Gesicht
- 2006: Polizeiruf 110: Bis dass der Tod euch scheidet
- 2008: Tatort: Verdammt
- 2010: Tatort: Blutgeld
- 2010: Liebe am Fjord – Der Gesang des Windes
- 2010: Tatort: Hitchcock und Frau Wernicke
- 2011: Marie Brand und die letzte Fahrt
- 2012: Ein starkes Team: Eine Tote zuviel
- 2012: Tatort: Der tiefe Schlaf
- 2012: Spreewaldkrimi: Eine tödliche Legende
- 2012: Mord mit Aussicht (Folge: Die Saat des Bösen)
- 2013–2021: Kommissarin Heller (9 Folgen)
  - 2013: Tod am Weiher
  - 2014: Der Beutegänger
  - 2015: Schattenriss
  - 2015: Querschläger
  - 2016: Hitzschlag
  - 2016: Nachtgang
  - 2017: Verdeckte Spuren
  - 2018: Vorsehung
  - 2021: Panik
- 2013: Polizeiruf 110: Der Tod macht Engel aus uns allen
- 2014: Tatort: Auf ewig Dein
- 2015: Nachtschicht – Wir sind alle keine Engel
- 2015: Männer! – Alles auf Anfang (7 Folgen)
- seit 2017: Tatort → siehe auch Tobler und Berg
  - 2017: Goldbach
  - 2018: Sonnenwende
  - 2019: Für immer und dich
  - 2020: Ich hab im Traum geweinet
  - 2020: Rebland
  - 2021: Was wir erben
  - 2022: Saras Geständnis
  - 2022: Die Blicke der Anderen
  - 2022: Unten im Tal
  - 2023: Das geheime Leben unserer Kinder
  - 2024: Letzter Ausflug Schauinsland
  - 2024: Die große Angst
- 2021: Zimmer mit Stall: Schwiegermutter im Anflug
- 2021: Faking Hitler (Fernsehserie)
- 2023: Deutsches Haus (Fernsehserie)

## Theatrografie (Auswahl)
Burgtheater Wien
- Wiener Blut – Regie: Johann Kresnik
- Die Räuber – Regie: Matthias Hartmann
- Amphitryon – Regie: Hans Neuenfels

Deutsches Theater
- Der kaukasische Kreidekreis – Regie: Thomas Langhoff
- Jubiläum – Regie: Thomas Langhoff
- König Lear – Regie: Thomas Langhoff

Theater Freiburg
- Effi Briest – Regie: Amélie Niermeyer
- Nora oder Ein Puppenheim – Regie Stephan Rottkamp
- Kabale und Liebe – Regie: Stephan Rottkamp
- Räuber! – Regie: Stephan Rottkamp

Maxim Gorki Theater
- Platonow – Regie: Uwe Eric Laufenberg
- Fabian – Regie: Joachim Meyerhoff
- Das Mass der Dinge – Regie: Uwe Eric Laufenberg
- Amerika – Regie: Stephan Müller

Düsseldorfer Schauspielhaus
- Hedda Gabler von Henrik Ibsen – Regie: Stephan Rottkamp
- Die schmutzigen Hände von Jean-Paul Sartre – Regie: Sebastian Baumgarten
- Hochzeit von Elias Canetti – Regie: Amélie Niermeyer

Berliner Schaubühne
- Professor Bernhardi – Regie: Thomas Ostermeier
- Rückkehr nach Reims – Regie: Thomas Ostermeier
- Italienische Nacht – Regie: Thomas Ostermeier

## Auszeichnungen
- 2012: Besondere Auszeichnung als bestes Schauspielerensemble beim Festival des deutschen Films (zusammen mit Sven Gielnik, Eye Heidara und Carolina Clemente) für Implosion
- 2014: Deutscher Fernsehkrimipreis für seine herausragende Einzelleistung in Polizeiruf 110 – Der Tod macht Engel aus uns allen